# Diecezja Banjarmasin
Diecezja Banjarmasin (łac. Diœcesis Bangiarmasina) – rzymskokatolicka diecezja w Indonezji. Powstała w 1938 roku jako prefektura apostolska, podniesiona do rangi wikariatu apostolskiego w roku 1949, a do rangi diecezji w 1961 roku.

## Główne świątynie
- Katedra: Katedra Świętej Rodziny w Banjarmasin

## Biskupi
- Biskupi Banjarmasin
  - Bp Victorius Dwiardy, OFM Cap (2023–)
  - Bp Petrus Boddeng Timang (2008 – 2023)
  - Bp Franciscus Xaverius Rocharjanta Prajasuta, MSF (1983 – 2008)
  - Bp Wilhelmus Demarteau, MSF (1961 – 1983)
- Wikariusze apostolscy Bandjarmasin
  - Bp Wilhelmus Demarteau, MSF (1954 – 1961)
  - Bp Giovanni Groen, MSF (1949 – 1953)
- Prefekci apostolscy Bandjarmasin
  - O. Giacomo Giovanni Kusters, MSF (1938 – 1949)